# Єзьожани (Люблінське воєводство)
Єзьожани (пол. Jeziorzany) — село в Польщі, у гміні Єзьожани Любартівського повіту Люблінського воєводства.
Населення — 761 особа (2011).

## Демографія
Демографічна структура станом на 31 березня 2011 року:
|          | Загалом | Допрацездатний вік | Працездатний вік | Постпрацездатний вік |
| -------- | ------- | ------------------ | ---------------- | -------------------- |
| Чоловіки | 367     | 60                 | 271              | 36                   |
| Жінки    | 394     | 77                 | 219              | 98                   |
| Разом    | 761     | 137                | 490              | 134                  |